# Гілелізм
Гілелізм (есп. Hilelismo) — релігійно-етичне гуманістичне вчення, засноване Людвіком Заменгофом. Спонукальними мотивами до його розробки були утиски єврейського етносу і бажання реформувати юдаїзм під вимоги часу з метою максимальної інтеграції єврейської традиції у глобалізоване модерне суспільство. Ідейний попередник гомаранізму.

## Історія виникнення
У 1880-х роках Заменгоф, віддаючи данину своєму етнічному походженню, захоплювався ідеями сіонізму, членствував в організації Ховевей Ціон. Проте усвідомлення хибності шляху до етнічної виключності й замкненості привело його до розробки власної доктрини. В 1901 році Заменгоф публікує російською мовою під псевдонімом Homo sum брошуру «Гілелізм. Проект вирішення єврейського питання», а також розсилає «Звернення до єврейської інтелігенції» аналогічного змісту. Назва доктрини походить від імені рабина Гілеля, юдейського богослова епохи Другого храму, який помер близько 10 року н. е. Він відомий, зокрема, своїм гуманістичним етичним вченням.

## Положення гілелізму
Автор брошури задається питанням, яка причина розсіяння євреїв, їх багато в чому трагічної долі. На думку Заменгофа, суть «єврейського питання» полягаєу вузьконаціональному характері релігії євреїв, що неминуче приводить до замкненості і конфліктів з іншими етносами. Автор закликає єврейську інтелігенцію узяти все краще від юдаїзму, але дотримуватись не пустих ритуалів і традицій, а нової соціально-релігійної доктрини, яку називає гілелізмом.
Головні принципи гілелізму:
- визнання існування бога;
- закони бога — закони совісті, вкладені у серце кожної людини;
- треба відноситись до інших так, як бажаєш, щоб відносились до тебе.

Всі інші вчення можуть бути як вірними так і хибними, але не мають суперечити вищезазначеним трьом основоположним принципам.
У «церкві гілелітів» мав бути встановлений загальний синод, що займатиметься питаннями обрядової сторони відправлення культу. Біблія вшановувалася як велика книга, проте засуджувалося дослівне поклоніння їй. Пропонувалося залишити в силі ряд єврейських обрядових традицій (субота, святкування Нового року, Судного Дня, Пасхи, Хануки та інших), однак наповнити їх новим змістом. Зміни, зокрема, мали стосуватись форми і змісту молитов; давньоєврейська мова мала бути усунута з культу, як така, що не відповідала вимогам і реаліям часу. 

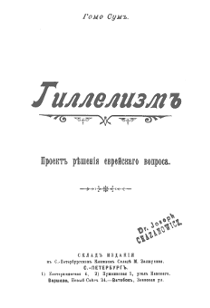
Брошура Заменгофа 1901 року

## Особливості
За задумом Заменгофа, з прихильників гілелізму мав сформуватися «нормальний єврейський народ», який би не ніс комплексів сучасних для «доктора Есперанто» євреїв. Саме євреї-гілелісти мали бути основою «нейтрально-людського народу» майбутнього шляхом поступового введення до складу своєї спільноти представників інших етносів. Саме так має здійснитися історична місія єврейського народу. При цьому виникнення об'єднаного людства не буде означати нівелювання національних особливостей чи розвитку по типу плавильного казана — усі етноси мають збагатити глобальний соціум своїми національними культурами.
Російський філософ Ігор Сімонов висунув гіпотезу щодо вливу на формування доктрини гілелізму концепції «всеєдності» Володимира Соловйова, ідей деяких представників слов'янофільства. Є також деякі паралелі з думками, висловленими у творах по єврейському питанню Германа Когена.
Однак у своїх листах і статтях на ідеологічні теми ініціатор есперанто ніколи не згадував кого-небудь із сучасних йому філософів чи соціальних мислителів.

## Гілелізм сьогодні
Яких-небудь конкретних організаційних наслідків брошура творця есперанто не мала, «церква гілелітів» створена не була. Доктрина гілелізму не була помічена єврейською інтелігенцією, яка у своїй масі підтримала ідеї Теодора Герцля.
Нині існує єдина структура, що послуговується вченням — «Гілелістське есперанто-співтовариство».